# Brephidium metophis
Brephidium metophis är en fjärilsart som beskrevs av Hans Daniel Johan Wallengren 1860. Brephidium metophis ingår i släktet Brephidium och familjen juvelvingar. Inga underarter finns listade i Catalogue of Life.